# Turnul Clopotului și Turnul Tobei din Beijing

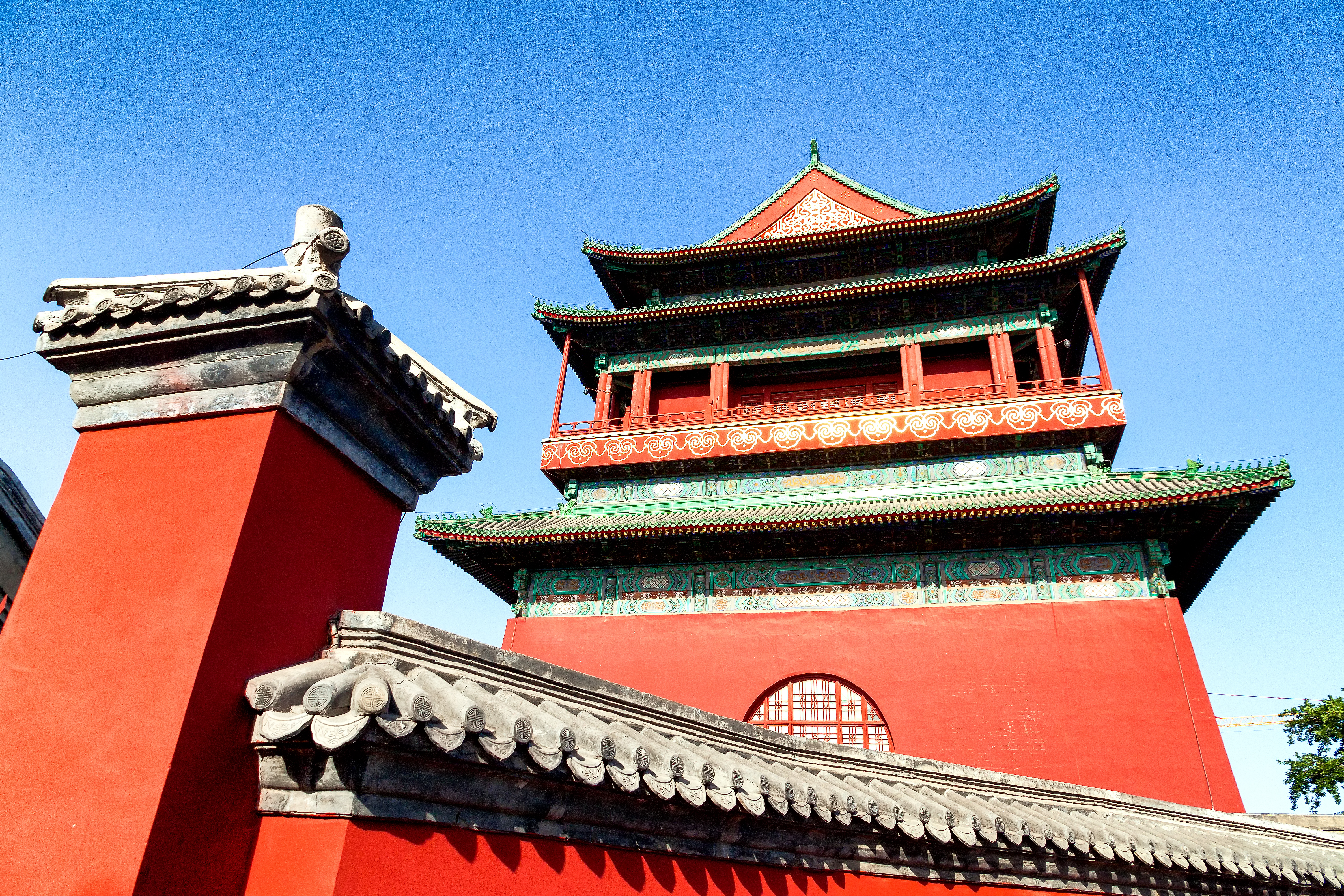
Turnul Tobei

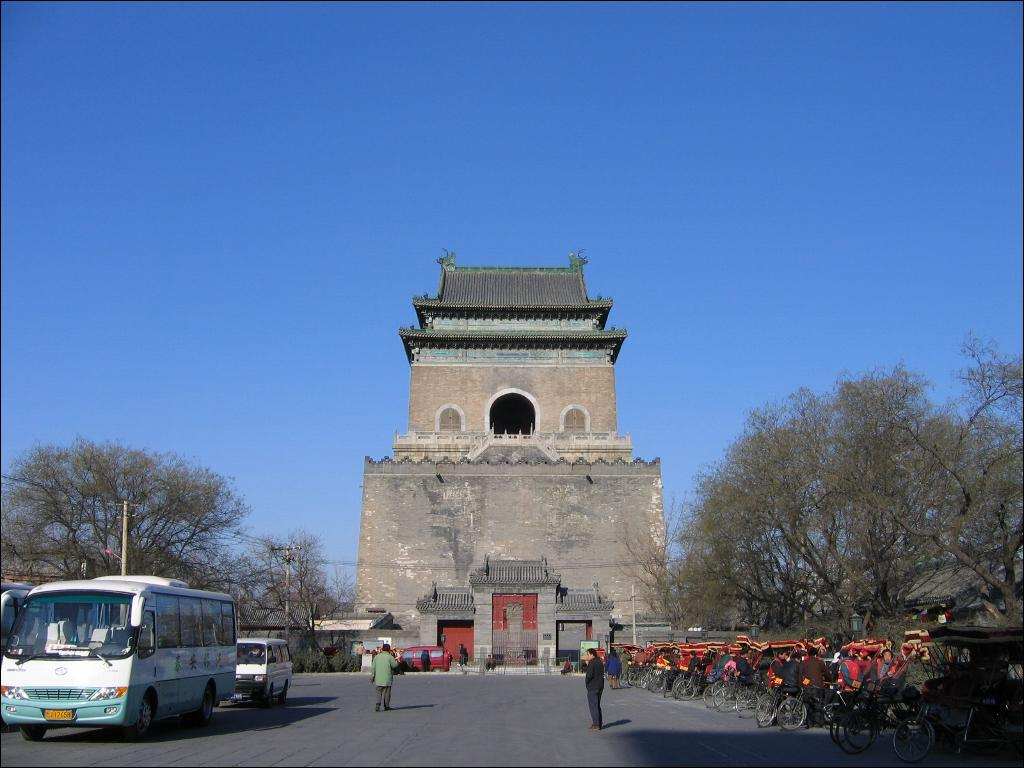
Turnul Clopotului

Turnul Tobei din Beijing, cunoscut local drept Gulou (în chineză simplificată: 鼓楼; chineză tradițională: 鼓樓; pinyin: Gǔlóu), este situat la capătul de nord al axei centrale a Orașului Interior, la nord de Strada Di'anmen. Construit inițial din motive muzicale, a fost mai târziu folosit pentru a anunța ora și este acum o atracție turistică.
Turnul Clopotului din Beijing (în chineză simplificată: 钟楼; chineză tradițională: 鐘樓; pinyin: Zhōnglóu) se află foarte aproape de Turnul Tobei. Împreună, Turnul Clopotului și Turnul Tobei au vedere panoramică spre centrul orașului Beijing și, înainte de epoca modernă, dominau orizontul orașului Beijing.

## Funcție
În China antică, atât clopotele, cât și tobele erau instrumente muzicale. Mai târziu, au fost utilizate de către guvern și comunități pentru a anunța ora. Turnurile Clopotului și Tobei erau foarte importante pentru măsurarea timpului în China dinastiilor Yuan, Ming și Qing.
Turnul Clopotului și Turnul Tobei au continuat să funcționeze ca ceas oficial al Beijingului până în 1924, când Lovitura de stat de la Beijing a dus la expulzarea lui Pu Yi, ultimul împărat al Dinastiei Qing, din Orașul Interzis, și adoptarea unui ceas în stil occidental pentru ora oficială.

## Istoric
Turnul Tobei a fost construit în 1272, în timpul domniei lui Kublai Khan, moment la care se afla în inima capitalei Dadu a Yuan. Pe atunci era cunoscut sub numele de Turnul Administrației Ordonate (Qizhenglou). În 1420, sub Împăratul Yongle al dinastiei Ming, clădirea a fost reconstruită la est de locul original, iar în 1800, sub Împăratul Jiaqing al dinastiei Qing, au fost realizate lucrări de renovare extinse. După Lovitura de stat de la Beijing, în 1924, Feng Yuxiang a eliminat statutul oficial al turnurilor, înlocuindu-le cu metode occidentale de păstrare a timpului și a redenumit clădirea „Mingchilou” (Turnul Rușinii Clare). Turnurile au fost transformate în muzeu mai târziu, găzduind expoziții cu obiecte legate de invazia Beijingului de către Alianța celor Opt Națiuni și de Masacrul din 30 mai 1925. Etajul superior al clădirii servește în prezent drept Casă de Cultură a districtului Dongcheng.
În anii 1980, după mai multe reparații, Turnurile Clopotului și Tobei au fost deschise pentru turiști.

## Arhitectură
Turnul Tobei este o clădire din lemn, înaltă de 47 m, cu două etaje. Etajul superior al clădirii găzduia 24 de tobe, dintre care mai există doar una. Un nou set de tobe a fost realizat pentru a le înlocui pe cele lipsă. În apropiere se află Turnul Clopotului, un edificiu înalt de 33 m, cu ziduri gri și acoperiș faianțat verde.